# Monitor (Aufsichtsperson)
In der Rechtswissenschaft ist ein Monitor eine Person, die ein Unternehmen überwachen soll, das vorher ein Vergehen begangen hat. Häufig wird ein Monitor eingesetzt, nachdem eine Behörde und das Unternehmen sich auf eine Vereinbarung geeinigt haben. Monitore können jedoch auch von Gerichten eingesetzt werden.
Monitore werden vor allem im US-Recht eingesetzt. Im Foreign Corrupt Practices Act werden Monitore seit dem Jahr 2000 vermehrt implementiert. Es fällt jedoch auf, dass Unternehmen außerhalb der USA häufiger Monitore erhalten als US-Unternehmen. Dem gegenüber kennt die Schweiz keine Monitore, wie in den USA üblich sind. Einzig die FINMA kann Mandatare einsetzen, die ähnliche Aufgaben wie Monitore haben.
Monitore werden jedoch auch kritisiert, dass sie viel kosten. So kosteten die Monitore, die wegen der Subprime-Krise eingesetzt wurden, 1,9 Milliarden US-Dollar, wobei nicht genau klar war, wofür sie das Geld brauchten. Es gab Forderungen, dass Monitore in den USA besser geregelt werden.